# Symphypyga melichari
Symphypyga melichari är en insektsart. Symphypyga melichari ingår i släktet Symphypyga och familjen dvärgstritar.

## Underarter
Arten delas in i följande underarter:
- S. m. rufinervis
- S. m. fuscopunctata